# اریک استرادا
اریک استرادا (انگلیسی: Erik Estrada؛ زادهٔ ۱۶ مارس ۱۹۴۹) بازیگر اهل ایالات متحده آمریکا است. وی از سال ۱۹۷۰ میلادی تاکنون مشغول فعالیت بوده‌است.
از فیلم‌ها یا برنامه‌های تلویزیونی که وی در آن نقش داشته‌است، می‌توان به فرودگاه ۱۹۷۵، ون وایلدر و اسلحه پر ۱ اشاره کرد.